# Ranbir Kapoor
Pour les articles homonymes, voir Kapoor.
Ranbir Kapoor (en hindi रणबीर कपूर) est un acteur indien né le 28 septembre 1982 à Bombay (Maharashtra, Inde).
Il est le fils de Rishi Kapoor et Neetu Singh et débute dans Saawariya pour lequel il remporte le Filmfare Awards 2008 du meilleur débutant. Il a plusieurs succès commerciaux majeurs à son actif, tels la comédie romantique Ajab Prem Ki Ghazab Kahani, le drame Rajneeti ou encore la comédie Barfi!.

## Jeunesse et vie privée

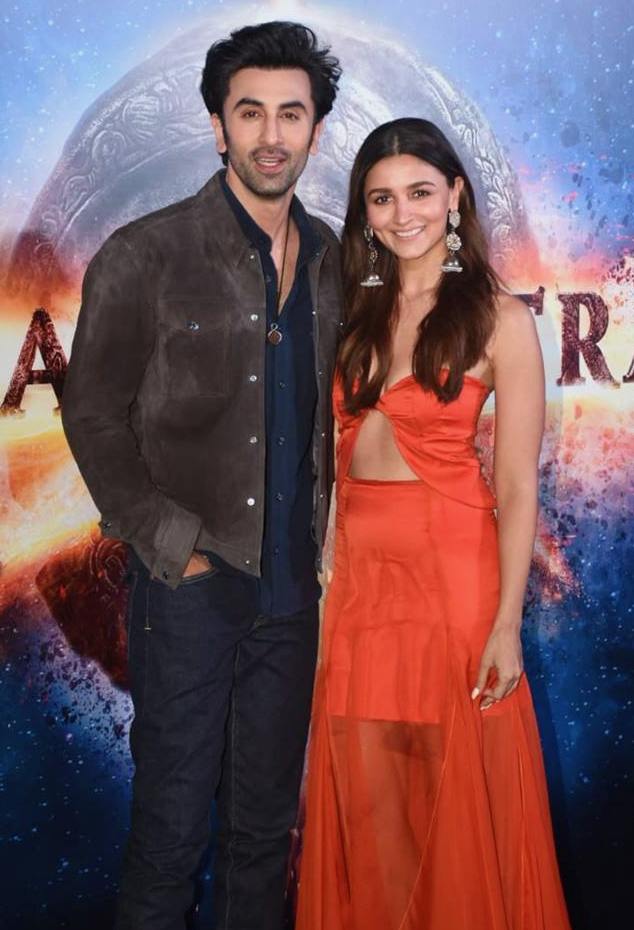
Ranbir Kapoor et Alia Bhatt à la sortie de la bande-annonce de leur film Brahmastra le 15 juin 2022.

Ranbir Kapoor appartient à la jeune génération d'une des familles les plus éminentes de Bollywood, les Kapoor. Fils des acteurs Rishi Kapoor et Neetu Singh, il est l'arrière-petit-fils de Prithviraj Kapoor et le petit-fils de l'acteur et réalisateur emblématique de l'Âge d'or de Bollywood, Raj Kapoor. Il est le neveu de Randhir Kapoor et Rajiv Kapoor ainsi que le cousin de Karisma Kapoor et Kareena Kapoor. Enfant, Ranbir Kapoor fréquente la Bombay Scottish School de Mumbai puis part à New York pour étudier La Méthode au Lee Strasberg Theatre Institute.
La presse people indienne lui a prêté une relation amoureuse éphémère avec Deepika Padukone puis avec Katrina Kaif.Il a une relation amoureuse avec Alia Bhatt. Il se marient le 14 avril 2022.

## Carrière
Ranbir Kapoor commence sa carrière cinématographique comme assistant sur Black (2005) de Sanjay Leela Bhansali qui lui offre son premier rôle dans Saawariya (2007) avec comme partenaire Sonam Kapoor. Le film n'a pas de succès, mais sa prestation est appréciée. On le voit ensuite aux côtés de Bipasha Basu, Minissha Lamba et Deepika Padukone dans une comédie romantique de Siddharth Anand, Bachna Ae Haseeno (2008) qui marche raisonnablement au box office.
En 2009 dans Wake Up Sid réalisé par Ayan Mukherji et produit par Dharma Productions, il interprète un étudiant capricieux et égocentrique aux côtés de Konkona Sen Sharma. Ce film moderne et subtilest un succès critique et commercial qui permet à Ranbir Kapoor de recueillir plusieurs nominations au titre de meilleur acteur dans les diverses cérémonies de remise des prix en Inde. La même année, avec Katrina Kaif, il joue dans Ajab Prem Ki Ghazab Kahani de Rajkumar Santoshi produit par Ramesh S. Taurani. Cette comédie romantique connait un immense succès surtout auprès du jeune public urbain et permet à Ranbir Kapoor de recevoir d'excellentes appréciations de la part des critiques. Puis, Rocket Singh: Salesman of the Year réalisé par Shimit Amin reçoit des critiques positives mais n'a pas les résultats escomptés au box office.
Cependant l'interprétation de Ranbir Kapoor est appréciée, un analyste écrit : « Ranbir apporte beaucoup de sérieux et de cœur dans ses rôles, son naturel et son exubérance contagieuse dans ses films précédents, Wake Up Sid et Ajab Prem Ki Ghazab Kahani, apparaissent avec facilité dans ce film ».
Dans Raajneeti qui sort le 4 juin 2010 sur les écrans, Ranbir Kapoor tient le premier rôle auprès d'acteurs prestigieux tels Naseeruddin Shah, Nana Patekar, Arjun Rampal ou Ajay Devgan. Énorme succès critique et commercial, ce thriller politique de Prakash Jha est une description au vitriol des dynasties politiques indiennes dont les membres n'hésitent pas à recourir au crime, à la corruption et à la diffamation pour accaparer le pouvoir. Il permet à Ranbir Kapoor de devenir un des acteurs les plus en vue de Bollywood.
Anjaana Anjaani de Siddharth Anand aux côtés de Priyanka Chopra sort le 1er octobre 2010. C'est un succès modéré, cependant il parvient à plaire aux jeunes ce qui renforce le statut de Ranbir Kapoor et Priyanka Chopra en tant qu'icônes de la jeunesse[réf. nécessaire]. 
Dans Rockstar, dirigé par Imitiaz Ali (2011), il joue aux côtés d'une débutante, Nargis Fakhri, top model américain d'origine tchéco-pakistanaise. Son interprétation d'un chanteur de rock à succès, librement inspiré du rocker américain Jim Morrison, est appréciée du public et de la critique et lui permet de recevoir à plusieurs reprises le titre du Meilleur acteur lors des nombreuses cérémonies de remise de prix en Inde (Filmfare Awards 2012, Star Screen Awards, Zee Cine Awards et Apsara Awards).
La bonne fortune continue à sourire à l'acteur avec Barfee, d'Anurag Basu qui lui confie le rôle d'un sourd tandis que sa partenaire, Priyanka Chopra, avec qui il partage l'écran pour la deuxième fois, interprète une handicapée mentale. Le film sort en septembre 2012, suscite l'adhésion du public et des critiques et il est sélectionné pour représenter l'Inde aux Oscars.
L'année 2013 est plus contrastée. Elle commence favorablement avec Yeh Jawaani Hai Deewani, comédie romantique réalisée par Ayan Mukerjee qui suit l'évolution vers la maturité de quatre jeunes gens interprétés par Ranbir Kapoor, Deepika Padukone, Kalki Koechlin et Aditya Roy Kapoor. Le film attire les foules et est bien accueilli par les critiques qui, tout en notant son conformisme, apprécient son exubérance et la qualité de l'interprétation. Au contraire, Besharam est étrillé par la critique, consternée par la faiblesse de son scénario et de sa réalisation et boudé par les spectateurs.

## Filmographie
| Année | Film                               | Rôle                      | Réalisateur           | Partenaire(s)                                  | Notes                                                     |
| ----- | ---------------------------------- | ------------------------- | --------------------- | ---------------------------------------------- | --------------------------------------------------------- |
| 2007  | Saawariya                          | Ranbir Raj Thakur         | Sanjay Leela Bhansali | Sonam Kapoor                                   |                                                           |
| 2008  | Bachna Ae Haseeno                  | Raj Sharma                | Siddharth Anand       | Bipasha Basu, Deepika Padukone, Minissha Lamba |                                                           |
| 2009  | Luck by Chance                     | Lui-même                  | Zoya Akhtar           |                                                | Cameo                                                     |
| 2009  | Wake Up Sid                        | Siddharth Mehra (Sid)     | Ayan Mukherjee        | Konkona Sen Sharma                             |                                                           |
| 2009  | Ajab Prem Ki Ghazab Kahani         | Prem Shankar Sharma       | Rajkumar Santoshi     | Katrina Kaif                                   |                                                           |
| 2009  | Rocket Singh: Salesman of the Year | Harpreet Singh Bedi       | Shimit Amin           |                                                |                                                           |
| 2010  | Raajneeti                          | Samar Pratap              | Prakash Jha           | Ajay Devgan, Katrina Kaif, Nana Patekar        |                                                           |
| 2010  | Anjaana Anjaani                    | Aakash                    | Siddharth Anand       | Priyanka Chopra                                |                                                           |
| 2011  | Chillar Party                      |                           |                       |                                                | Participation exceptionnelle dans la chanson Tai Tai Phis |
| 2011  | Rockstar                           | Janardhan Jakkar (Jordan) | Imtiaz Ali            | Nargis Fakhri                                  |                                                           |
| 2012  | Barfi!                             | Murphy                    | Anurag Basu           | Priyanka Chopra, Ileana D'Cruz                 |                                                           |
| 2013  | Yeh Jawaani Hai Deewani            | Kabir Thapar alias Bunny  | Ayan Mukerjee         | Deepika Padukone, Kalki Koechlin               |                                                           |
| 2013  | Besharam                           | Babli                     | Abhinav Kashyap       | Pallavi Sharda                                 |                                                           |
| 2014  | PK                                 | Alien                     | Rajkumar Hirani       |                                                | Cameo                                                     |
| 2015  | Roy                                | Roy                       | Vikramjit Singh       | Jacqueline Fernandez, Arjun Rampal             |                                                           |
| 2015  | Bombay Velvet                      | Johnny Balraj             | Anurag Kashyap        | Anushka Sharma                                 |                                                           |
| 2015  | Tamasha                            | Ved Sahni                 | Imtiaz Ali            | Deepika Padukone                               |                                                           |
| 2016  | Girls With Goals                   |                           |                       |                                                | Documentaire                                              |
| 2016  | Ae Dil Hai Mushkil                 | Aayan                     | Karan Johar           | Aishwarya Rai, Anushka Sharma                  |                                                           |
| 2017  | Jagga Jasoos                       | Jagga                     | Anurag Basu           | Katrina Kaif                                   |                                                           |
| 2018  | Love Per Square                    | Gattu                     | Anand Tiwari          | Vicky Kaushal                                  | Cameo                                                     |
| 2018  | Bucket List                        |                           | Tejas Deoskar         | Madhuri Dixit                                  | Film marathi - Cameo                                      |
| 2018  | Sanju                              | Sanjay Dutt               | Rajkumar Hirani       | Vicky Kaushal                                  | Filming                                                   |
| 2019  | Brahmastra                         |                           | Ayan Mukerjee         | Alia Bhatt                                     | pré-production                                            |

## Récompenses
Filmfare Awards
Lauréat

2008 - Meilleur espoir masculin pour Saawariya

2010 - Meilleur acteur (prix des critiques) pour Wake Up Sid, Ajab Prem Ki Ghazab Kahani et Rocket Singh: Salesman of the Year

2012 - Meilleur acteur (prix du public et des critiques) pour Rockstar

2013 - Meilleur acteur pour Barfi!

2019 - Meilleur acteur pour Sanju
Sélectionné : 2010 - Meilleur acteur pour Wake Up Sid et Ajab Prem Ki Ghazab Kahani ; 2011 - Meilleur acteur pour Raajneeti ; 2014 - Meilleur acteur pour Yeh Jawaani Hai Deewani
International Indian Film Academy Awards
Lauréat

2008 - Meilleur espoir masculin pour Saawariya

2012 - Meilleur acteur pour Rockstar
Star Screen Awards
Lauréat

2008 - Débutant le plus prometteur pour Saawariya
2008 - Nokia Future "Entertainement Award"
2012 - Meilleur acteur pour Rockstar
Sélectionné :
2008 - Couple No. 1 avec Sonam Kapoor pour Saawariya ; 2009 - Meilleur acteur pour Bachna Ae Haseeno ; 2010 - Meilleur acteur pour Rocket Singh: Salesman of the Year, Meilleur acteur (prix du public) pour Wake Up Sid et Ajab Prem Ki Ghazab Kahani, Couple No. 1 avec Katrina Kaif pour Ajab Prem Ki Ghazab Kahani ; 2011 - Meilleur acteur pour Raajneeti, Meilleur acteur (prix du public) pour Raajneeti
Zee Cine Awards
Lauréat

2008 - Meilleur espoir masculin pour Saawariya

2012 - Meilleur acteur pour Rockstar
Sélectionné : 2011 - Meilleur acteur pour Raajneeti
Stardust Awards
Lauréat

2008 - Superstar du futur pour Saawariya

2010 - Superstar du futur pour Wake Up Sid et Ajab Prem Ki Ghazab Kahani
Sélectionné : 2011 - Meilleur acteur (catégorie "drame") et Star de l'année pour Raajneeti
Apsara Film & Television Producers Guild Awards
Lauréat

2008 - Meilleur début pour Saawariya
 2010 - "Entertainer" de l'année
Sélectionné : 2010 - Meilleur acteur pour Wake Up Sid ; 2011 - Meilleur acteur pour Raajneeti
Global Indian Film & Television Honors
Sélectionné : 2011 - Meilleur acteur pour Raajneeti
Autres récompenses
2007 - Star's Sabsey Favourite Kaun Awards, Sabsey Favourite Naya Hero - Saawariya
2007 - HT Café Film Awards, Meilleur débutant - Saawariya
2008 - Samsung Zoom Glam Awards, "Glam Debutant" - Saawariya
2008 - Bollywood People's Choice Awards, Meilleur débutant - Saawariya
2009 - Acteur le plus sexy par le magazine "People"
2009 - Indian Television Awards, Meilleur "entertainer" (avec Katrina Kaif)
2010 - NDTV Indian of the Year Award, "Entertainer" de l'année
2010 - FICCI Frames 2010 Excellence Awards, "Entertainer" de l'année